# Helmuth Vetter
Helmuth Vetter (21 de marzo de 1910 en Rastenberg - 2 de febrero de 1949) fue un SS - Hauptsturmführer y un criminal de guerra nazi.
Licenciado en medicina por la Universidad Johann Wolfgang Goethe, en 1935. Vetter fue médico en el campo de exterminio de Auschwitz, nombrado médico jefe por el Reichsführer-SS Heinrich Himmler. Se unió a otros médicos (como Hans König, Heinz Thilo y Fritz Klein) en la tarea de elegir judíos empleables para operar las máquinas industriales y enviar a otros a las cámaras de gas. También llevó a cabo experimentos médicos con prisioneros, con inyecciones de fenol. Como empleado pagado de IG Farben, Vetter también infectaba deliberadamente a prisioneros en Auschwitz, Dachau y Gusen para llevar a cabo experimentos médicos. Después de la guerra, Vetter fue declarado culpable de crímenes de guerra y condenado a muerte. Fue ahorcado en la prisión de Landsberg am Lech en 1949.